# Кубински рејон
Кубински рејон (азер. Quba rayonu), једна је од 78 административно-територијалних јединица Азербејџана. Налази се у североисточном делу земље, у пределу познатом као Куба-Хачмашки регион. Административни центар рејона се налази у граду Куба. 
Кубински рејон обухвата површину од 2.580 km² и има 155.600 становника (подаци из 2011). 
Административно, рејон се даље дели у 101 мањих општина.